# Pietro Gramigna
Pietro Gramigna (Lugo di Romagna, 20 marzo 1912 – Bologna, 3 marzo 1987) è stato un militare italiano, decorato di Medaglia d'oro al valor militare a vivente nel corso della Guerra d'Etiopia.

## Biografia
Nacque a Lugo di Romagna il 20 marzo 1912, figlio di Pietro ed Emilia Francesconi.
Arruolato nel Regio Esercito il 1 marzo 1933, fu assegnato in servizio all'11º Reggimento del genio e poi congedato il 30 ottobre 1934 con il grado di caporale. In vista dello scoppio della guerra d'Etiopia fu richiamato in servizio attivo nel 10º Reggimento zappatori, partendo per l'Eritrea il 29 settembre 1935 in forza alla 3ª Compagnia Idrici Speciale Autocarrata, dotata di autocarri Lancia Ro. Rimase gravemente ferito in combattimento il 28 luglio 1936, venendo subito ricoverato presso un ospedale di Addis Abeba a causa della gravità delle sue condizioni, rischiando di morire per dissanguamento.
Trasferito a Gibuti fu imbarcato su una nave ospedale e rientrò in Patria, giungendo a Napoli nel novembre dello stesso anno, e dopo aver trascorso una lunga degenza presso l'Istituto Rizzoli di Bologna venne collocato in congedo assoluto nel corso del 1937. Insignito della Medaglia d'oro al valor militare a vivente, che gli era stata personalmente consegnata dal Viceré Maresciallo d'Italia Rodolfo Graziani in una apposita cerimonia tenutasi presso il Ghebì imperiale il 22 luglio 1936, riprese a studiare e si diplomò geometra, iniziando a lavorare. Dopo l'entrata in guerra del Regno d'Italia, fu richiamato in servizio, a domanda, nel dicembre 1942 e promosso sergente, fu trasferito in Africa Settentrionale Italiana. Sbarcò a Tunisi il 13 febbraio 1943, partecipando alle operazioni belliche in forza alla Direzione lavori del Genio della 1ª Armata del generale Giovanni Messe.
All'atto della capitolazione delle forze dell'Asse fu preso prigioniero, trascorrendo vari mesi in prigionia. Rientrò in Italia al seguito delle armate Alleate, promosso sottotenente di complemento con anzianità dal 5 maggio 1943,  prestando servizio alla Direzione Generale del Genio Ministero, dal luglio al dicembre 1944. Trasferito all'ufficio del genio militare di Ancona, vi rimase fino al giugno 1945, quando fu trasferito alla Direzione del genio di Bologna dove rimase in servizio fino il 30 novembre 1948 quando fu rimesso in congedo. Stabilitosi definitivamente a Bologna, vi rimase fino alla sua morte, avvenuta il 3 marzo 1987.

### Fonti
1. 1 2 3 4 5 6 7 8 9 10 11 12  Angetbo.
2. ↑   Bollettino ufficiale delle nomine, promozioni e destinazioni negli ufficiali e sottufficiali del R. esercito italiano e nel personale dell'amministrazione militare, 1936,  p. 5253. URL consultato il 9 maggio 2020.
3. ↑  Sito web del Quirinale: dettaglio decorato.